# Роспотребнадзор
Федеральная служба по надзору в сфере защиты прав потребителей и благополучия человека (Роспотребнадзор) — российский федеральный орган исполнительной власти, занимающийся защитой прав потребителей, санитарно-эпидемиологическим надзором и регулированием в этих сферах, а также в сферах здорового питания, организации питания, обеспечения качества и безопасности пищевых продуктов, материалов и изделий, контактирующих с пищевыми продуктами. Разрабатывает и утверждает государственные санитарно-эпидемиологические правила и гигиенические нормативы.
Руководитель Роспотребнадзора имеет равнозначное специальное название должности — Главный государственный санитарный врач Российской Федерации.

## История
Предшествующие организации:
- до 1917 — в составе Медицинского департамента Министерства полиции, в дальнейшем — МВД Российской империи[2];
- 1918—1933 — проведение санэпиднадзора входило в задачи Санитарного отдела Советской милиции, в дальнейшем НКВД[3];
- 1919 — создание Управления санитарного надзора Кремля[4];
- 1922—1933 — Санитарно-эпидемиологическая служба;
- 1933—1950-е — Государственная санитарная инспекция[5][6][7]:

1933 — Государственная санитарная инспекция (ГСИ) РСФСР;
1935 — Всесоюзная Государственная санитарная инспекция (ВГСИ) при Совнаркоме СССР;
1936 — в составе Наркомздрава СССР;
- 1954—1963 — ГСИ как самостоятельная структура упраздняется, функции передаются санитарно-эпидемиологическим станциям с 1956 года включаемым в виде санэпидотделов в состав территориальных ЛПУ[8];
- 1963—1991 — Государственная санитарно-эпидемиологическая служба СССР (воссоздаётся отдельная независимая от лечебных учреждений централизованная структура);
- 1991—2004 — Государственная санитарно-эпидемиологическая служба Российской Федерации (Госсанэпиднадзор);
- 1993—2004 — Государственная инспекция по торговле, контролю качества товаров и защите прав потребителей (Госторгинспекция).

### XIX — начало XX века
Врачебно-санитарное дело в России во времена своего зарождения в начале XIX века находилось под управлением департамента («полиции медицинской») Министерства полиции. С 1826 года управление медициной и народным хозяйством было подчинено императорскому Министерству внутренних дел.
В губерниях имелись подчиненные медицинскому департаменту врачебные управления, осуществлявшие врачебно-полицейские задачи «по предотвращению причин, служивших источниками болезней населения», врачебно-хозяйственную деятельность «по лечению больных путём устройства больниц и обеспечения их работы», а также судебно-медицинскую деятельность.
Работа врачебных управлений регламентировалась сперва Инструкцией 1797 года, данной врачебным управам, а затем — созданным на её основе Врачебным уставом 1857 года, в котором значились вопросы санитарного надзора, наблюдения за чистотой в городах и съестными припасами, издание правил и наставлений по соблюдению «народного здоровья» в губернии, участие в обсуждении устройства новых фабрик и заводов в медицинском отношении, контроль за помещениями и жильём рабочих, пищей, напитками.
Штатными работниками губернских врачебных управлений были городские и уездные врачи, осуществлявшие судебно-медицинскую работу, борьбу с заразными болезнями, примитивный санитарный надзор. В городах эту работу осуществляли городские врачи, количество которых зависело от полицейских участков города.
Во второй половине XIX века забота о народном здравоохранении (в основном в сельской местности) перешла к органам земской медицины. Одним из важных мероприятий земской медицины были массовые санитарно-статистические исследования заболеваемости, физического развития и демографии с целью улучшения санитарии в России и организации медицинской помощи крестьянству. В процессе деятельности земских учреждений и городских самоуправлений перед ними встал вопрос о создании независимой от Медицинского департамента МВД врачебно-санитарной организации.
Первая земская санитарная организация в России была организована в Перми в 1872 году. К 1913 году из 93 губерний только в 30 были санитарные организации, в которых работало 257 врачей: 70 участковых санитарных врачей, 24 эпидемиолога, в 49 городах из 1063 работали лаборатории.

### Советский период
15 сентября 1922 года издан декрет Совета народных комиссаров РСФСР «О санитарных органах республики», который считается днем создания санитарно-эпидемиологической службы. В СССР первая санэпидстанция была создана в Гомеле (Белорусская ССР) 27 октября 1922 года. Первый закон «О санитарных органах республики» был принят Совнаркомом РСФСР 19 февраля 1927 года, а 27 октября 1927 года были приняты положения, согласно которым значительно расширились права и функции санитарных органов, устанавливались дифференцированные нормативы обеспечения районов и городов санитарными кадрами, бактериологическими лабораториями и дезинфекционными станциями. Важнейшим обязательным элементом стал предупредительный санитарный надзор на всех этапах промышленного и жилищно-гражданского строительства.
В 1933 году произошло разделение функций санитарно-эпидемиологической службы — при сохранении санитарно-эпидемиологических станций была организована Государственная санитарная инспекция, осуществлявшая общее руководство санитарно-эпидемиологической работой, а также предупредительный санитарный надзор. В начале 50-х годов Государственная санитарная инспекция была ликвидирована. Дальнейшее развитие санитарно-эпидемиологическая служба получила в 1963 году, когда постановлением Совета Министров СССР было утверждено новое «Положение о Государственном санитарном надзоре в СССР».

### Современное состояние
В начале 1990-х открылась новая страница в современной истории России и в истории санитарно-эпидемиологической службы в частности. Впервые за годы существования службы Верховным Советом РСФСР был принят Закон «О санитарно-эпидемиологическом благополучии населения», который внес принципиальные изменения в содержание государственного санитарно-эпидемиологического надзора. Прежде всего, было, наконец, узаконено само понятие санитарно-эпидемиологического благополучия, узаконены санитарные требования, определены права и обязанности юридических лиц и граждан в рамках санитарного законодательства, установлена ответственность за его невыполнение. Именно с этого времени и именно этот закон дал толчок к использованию в практике санитарно-эпидемиологического надзора научно-обоснованных методов, позволяющих установить корреляционные связи между факторами среды обитания и состояния здоровья населения. Сформировалось правовое и научное обоснование использования социально-гигиенического мониторинга для разработки мероприятий по обеспечению санитарно-эпидемиологического благополучия населения. В дальнейшем это нашло отражение в создании национальных программ, проектов законов, принятия управленческих решений.
В 1991 году Совет Министров РСФСР утвердил новое «Положение о Государственной санитарно-эпидемиологической службе РСФСР». Санитарно-эпидемиологические станции (СЭС) были переименованы в Центры государственного санитарно-эпидемиологического надзора (ЦГСЭН) и получили вертикальное подчинение Комитету государственного санэпиднадзора Российской Федерации. Санитарно-эпидемиологическая служба выводится из прямого подчинения Минздрава России, переподчиняясь напрямую Правительству РФ. Вплоть до 2004 года в России функционировали 2218 Центров государственного санитарно-эпидемиологического надзора.
Параллельно с санэпиднадзором развивалась и сфера защиты прав потребителей. В 1993 году при Комитете РФ по торговле была создана Государственная инспекция по торговле, контроле качества товаров и защите прав потребителей (Госторгинспекция). Инспекция многократно переходила из подчинения одного органа другому, а в 2000 году стала структурным подразделением Министерства экономического развития и торговли Российской Федерации. Полномочия Госторгинспекции с 1993 года не изменялись и включали в себя государственный контроль за соблюдением норм и правил торговли и общественного питания, порядком применения цен по отдельным группам товаров, качеством и безопасностью товаров народного потребления, а также деятельность по искоренению злоупотреблений в торговле, общественном питании и недопущению поступлений на потребительский рынок недоброкачественных товаров.

#### Надзор за условиями труда
В целом, уровень контроля за условиями труда работников значительно уменьшился. Например, доля работающих во вредных и опасных условиях с середины 1990-х до 2014 г. выросла с 16 до 40%. По данным из-за этого умирало порядка 190 тыс. граждан трудоспособного возраста ежегодно. В этих условиях в 2023 году сотрудниками Роспотребнадзора 39 647 рабочих мест было "обследовано лабораторно" по шуму, в то время как на одном лишь крупном предприятии за 10 месяцев 1965 г. было сделано 6 135 замеров загрязнённости воздуха (Новочеркасский завод синтетических продуктов). Не на шести заводах, а во всей РФ.

#### Кадры
Современная структура организации образована Указом Президента Российской Федерации от 9 марта 2004 года № 314 «О системе и структуре федеральных органов исполнительной власти». Ранее была подчинена Министерству здравоохранения и социального развития России. В соответствии с Указом Президента Российской Федерации от 21 мая 2012 г. № 636 «О структуре федеральных органов исполнительной власти» находится в непосредственном ведении Правительства России. Со дня образования федеральной службы (2004 год) и до 23 октября 2013 года её руководителем являлся Г. Г. Онищенко.
22 октября 2013 года в прессе появилось сообщение со ссылкой на заявление О. Ю. Голодец о том, что по истечении срока полномочий Г. Г. Онищенко ушёл в отставку, а ведомство возглавила его заместитель А. Ю. Попова. Но позднее в правительстве России заявили, что заявление об отставке Онищенко не подписано.
Официальное решение о смене руководителя Федеральной службы последовало 23 октября 2013 года. Геннадий Онищенко был освобождён от занимаемой должности, а исполняющим обязанности руководителя Роспотребнадзора стала Анна Попова. 10 апреля 2014 года она была утверждена в должности главы ведомства.
Предельная численность работников центрального аппарата Федеральной службы по надзору в сфере защиты прав потребителей и благополучия человека — 238 человек (без персонала по охране и обслуживанию зданий), и территориальных органов — 20 098 человек (без персонала по охране и обслуживанию зданий).
Всего в органах и организациях Федеральной службы в настоящее время работает около 110 тысяч специалистов.
Федеральная служба по надзору в сфере защиты прав потребителей и благополучия человека имеет территориальные Управления Роспотребнадзора по субъектам Российской Федерации, которые были созданы путём реорганизации в 2004 году территориальных Центров государственного санитарно-эпидемиологического надзора по субъектам РФ.
В структуре Роспотребнадзора находится Федеральный Центр гигиены и эпидемиологии (ЦГиЭ) с территориальными учреждениями по субъектам РФ, которые обеспечивают деятельность Федеральной службы по надзору в сфере защиты прав потребителей и благополучия человека. Кроме того, к Роспотребнадзору относится множество научно-исследовательских институтов, противочумных и дезинфекционных станций, ведомственные санитарно-эпидемиологические службы.

## Функции
Федеральной службе передана часть функций Министерства здравоохранения Российской Федерации, Министерства экономического развития и торговли Российской Федерации, Министерства по антимонопольной политике Российской Федерации.
Федеральная служба осуществляет свою деятельность согласно Постановлению Правительства Российской Федерации от 6 апреля 2004 г. № 154 «Вопросы Федеральной службы по надзору в сфере защиты прав потребителей и благополучия человека» и на основании «Положения о Федеральной службе по надзору в сфере защиты прав потребителей и благополучия человека», утверждённого Постановлением Правительства Российской Федерации от 30 июня 2004 г. № 322.
Федеральная служба является уполномоченным федеральным органом исполнительной власти, осуществляющим функции по контролю и надзору в сфере обеспечения санитарно-эпидемиологического благополучия населения Российской Федерации, защиты прав потребителей на потребительском рынке.
Правовые основы деятельности Федеральной службы установлены федеральными законами «О санитарно-эпидемиологическом благополучии населения», «О защите прав потребителей», другими нормативными правовыми актами Российской Федерации.
Федеральная служба осуществляет свою деятельность непосредственно и через свои территориальные органы во взаимодействии с другими федеральными органами исполнительной власти, органами исполнительной власти субъектов Российской Федерации и иными организациями.
На основании СанПиН 2.4.2.2821-10 Санитарно-эпидемиологических требований к условиям и организации обучения утверждённые Постановлением Главного государственного санитарного врача РФ от 29 декабря 2010 г. N 189. Осуществляет государственный надзор к требованиям к размещению образовательных учреждений, к зданиям и содержанию территорий.

## Структура службы
Структура Федеральной службы по надзору в сфере защиты прав потребителей и благополучия человека представлена Центральным аппаратом, включающим: руководство и помощников, пресс-службу и управления (санитарного надзора; эпидемиологического надзора; защиты прав потребителей; организации деятельности; научного обеспечения санитарно-эпидемиологического благополучия населения и международной деятельности; кадров, профилактики коррупционных и иных правонарушений и последипломного образования; делами; инвестиционного развития и управления государственным имуществом; правовое; финансово-экономическое).
Центральному аппарату подчинены:
- Управления Роспотребнадзора по субъектам Российской Федерации и управление по железнодорожному транспорту. Управления в субъектах РФ в свою очередь представлены руководством и отделами и им подчинены территориальные отделы[24]. Управлению Роспотребнадзора по железнодорожному транспорту подчинены территориальные отделы по железным дорогам РФ, включающие структурно отделения, участки и пункты санитарно-карантинного пропуска[25]
- Центры гигиены и эпидемиологии в субъектах Российской Федерации, по железнодорожному транспорту и федеральные бюджетные учреждения здравоохранения «Федеральный центр гигиены и эпидемиологии» и «„Информационно-методический центр“ Роспотребнадзора». Центры гигиены и эпидемиологии в субъектах РФ представлены руководством, отделами и лабораториями и им подчинены территориальные филиалы[26]. ЦГиЭ по железнодорожному транспорту подчинены дорожные филиалы по железным дорогам РФ[27]
- Научно-исследовательские институты и центры гигиенического и эпидемиологического профиля
- Противочумные учреждения
- Санэпидслужбы министерств и ведомств (Министерство обороны, Министерство внутренних дел, Федеральная служба безопасности, Федеральная служба охраны, Управление делами Президента, Главное управление специальных программ Президента, Федеральная служба исполнения наказаний, Федеральное медико-биологическое агентство). Представлены главными и окружными центрами госсанэпиднадзора (ЦГСЭН), их филиалами и санитарно-эпидемиологическими лабораториями.

## Классные чины и форменная одежда
Служащие государственной гражданской службы имеют классные чины по группам 1, 2 и 3 классов, которые соответствуют воинскому званию. Классные чины устанавливает статья 11 Федерального закона от 27.07.2004 № 79-ФЗ «О государственной гражданской службе Российской Федерации» и Указ Президента Российской Федерации от 1.02.2005 года № 113 «О порядке присвоения и сохранения классных чинов государственной гражданской службы Российской Федерации федеральным государственным гражданским служащим».
Служащие федеральной службы имеют универсальную форменную одежду, со знаками отличиями и погонами, на основании п. 4 ст. 49 Федерального закона от 30.03.1999 N 52-ФЗ «О санитарно-эпидемиологическом благополучии населения» и Приложения к приказу Роспотребнадзор от 31 января 2007 г. N 23 «О правилах ношения форменной одежды для руководства, иных должностных лиц центрального аппарата Роспотребнадзора и территориальных органов Роспотребнадзора, а также Постановления Правительства РФ № 1013 от 24.12.2008 „О введении форменной одежды для должностных лиц Федеральной службы по надзору в сфере защиты прав потребителей и благополучия человека, осуществляющих государственный санитарно-эпидемиологический надзор“.

## Руководители Роспотребнадзора
Руководство Роспотребнадзором осуществляет Главный государственный санитарный врач Российской Федерации.

### Список руководителей
- Онищенко, Геннадий Григорьевич (с 12 марта 2004 по 23 октября 2013);
- Попова, Анна Юрьевна (с 10 апреля 2014, врио с 23 октября 2013)[18].

## Научно-исследовательские организации Роспотребнадзора
Федеральная служба по надзору в сфере защиты прав потребителей и благополучия человека выполняет от имени Российской Федерации функции учредителя и ей подведомственно 9 научных организаций гигиенического профиля, 17 научных организаций эпидемиологического профиля.

### Гигиенического профиля
- Федеральный научный центр гигиены имени Ф. Ф. Эрисмана[34]
- Северо-Западный научный центр гигиены и общественного здоровья[35]
- Уфимский НИИ медицины труда и экологии человека[36]
- Екатеринбургский медицинский научный центр профилактики и охраны здоровья рабочих промпредприятий[37]
- Нижегородский НИИ гигиены и профессиональной патологии[38]
- Санкт-Петербургский НИИ радиационной гигиены имени профессора П. В. Рамзаева[39]
- Новосибирский НИИ гигиены[40]
- Всероссийский НИИ железнодорожной гигиены[41]
- Федеральный научный центр медико-профилактических технологий управления рисками здоровью населения[42]

### Эпидемиологического профиля
- Московский НИИ эпидемиологии и микробиологии имени Г. Н. Габричевского[43]
- ФБУН Центральный НИИ эпидемиологии Роспотребнадзора[44]
- Государственный научный центр прикладной микробиологии и биотехнологии[45]
- Государственный научный центр вирусологии и биотехнологии „Вектор“[46]
- НИИ дезинфектологии Роспотребнадзора[47]
- Санкт-Петербургский НИИ эпидемиологии и микробиологии имени Пастера[48]
- Нижегородский НИИ эпидемиологии и микробиологии имени академика И. Н. Блохиной[49]
- Ростовский НИИ микробиологии и паразитологии[50]
- Хабаровский НИИ эпидемиологии и микробиологии[51]
- Казанский НИИ эпидемиологии и микробиологии[52]
- Тюменский НИИ краевой инфекционной патологии[53]
- Омский НИИ природноочаговых инфекций[54]
- Иркутский ордена Трудового Красного Знамени НИПЧИ Сибири и Дальнего Востока[55]
- Волгоградский НИПЧИ[56]
- Российский НИПЧИ „Микроб“[57]
- Ростовский-на-Дону ордена Трудового Красного Знамени научно-исследовательский противочумный институт[58]
- Ставропольский научно-исследовательский противочумный институт[59]

## Политическая роль
Наблюдатели указывают на связь запретов Роспотребнадзора с ухудшением отношений России с той или иной страной. В частности, в разное время Роспотребнадзор подвергал санкциям:
- Грузинское вино, 2008 г. — война в Грузии
- Молдавское вино и коньяк, 2013 — переговоры Молдовы о вступлении в ЕС
- Шоколадные конфеты с Украины, 2013 г. — война в Донбассе
- Вино из Черногории, 2017 — вступление Черногории в НАТО
- Томаты, перцы, дыни, пшеница, семена подсолнечника, льна, чечевицы из Казахстана, 17 октября 2024[62] - отказ Казахстана от вступления в БРИКС[61] 16 октября 2024г.

Все санкции мотивировались «санитарными соображениями», что, по мнению международных наблюдателей, является лишь надуманным предлогом для политического давления на оппонентов.

## Ведомственные награды
- Памятные медали «90 лет Госсанэпидслужбе России». «95 лет Госсанэпидслужбе России»
- Почётная грамота Роспотребнадзора
- Благодарность руководителя Роспотребнадзора
- Нагрудный знак «Почётный работник Роспотребнадзора»

## Интересные факты
- Российская госсанэпидслужба имеет свой неофициальный гимн «На страже здоровья людей», который сочинил в 2009 году врач Станислав Кривуля, который долгое время возглавлял санитарно-эпидемиологическую службу на железнодорожном транспорте, а в настоящее время является заместителем главного врача центра гигиены и эпидемиологии на железнодорожном транспорте[63].